# Кремьё, Гастон
Гастон Кремьё (фр. Gaston Crémieux, при рождении Исаак Луи Гастон, фр. Isaac Louis Gaston; 22 июня 1836, Ним, — 30 ноября 1871, Марсель) — французский общественный и политический деятель, юрист, журналист, писатель, поэт и революционер.

## Биография
Родился в еврейской семье, из которой происходил также Адольф Кремьё. Занимался адвокатской практикой в Ниме, а с 1862 года в Марселе; за своё отстаивание интересов бедных прозван «avocat des pauvres». Был сторонником Леона Гамбетты и Джузеппе Гарибальди, защищал республиканские и социалистические идеи, выступал с резкой критикой империи Наполеона III. В 1862 году вступил в масонскую ложу Великий восток Франции, затем стал членом Международного товарищества рабочих (Первого интернационала). Во время эпидемии холеры оказывал помощь пострадавшим.
В начале франко-прусской войны 1870—1871 годов попытался поднять в Марселе республиканское восстание против бонапартистского режима, но был арестован. Освобожден благодаря Сентябрьской революции 3-4 сентября 1870 года, приведшей к падению империи и провозглашению Третьей республики. Республиканскую администрацию в городе возглавил его друг, поэт и драматург Адольф Каркассон, а Кремьё был назначен прокурором Республики.
После провозглашения Парижской Коммуны 1871 года он возглавил восстание 23 марта в Марселе, приведшее к установлению в городе Коммуны. Кремьё был избран председателем местной временной революционной администрации — Департаментской комиссии из шести человек. Там он отстаивал социалистические позиции, но также и умеренность против политических противников. Однозначно встав на сторону революционного Парижа против версальцев, он стремился избежать кровопролития и выступал против каких-либо репрессий по отношению к врагам Коммуны. Рискуя собственной жизнью, он вступился за некоторых приверженцев Тьера и спас их от революционного террора.
Однако его оппоненты не были столь великодушны: после подавления Марсельской Коммуны войсками генерала Эспивана 4 апреля 1871 года Кремьё, скрывавшийся у надзирателя кладбища, был арестован в ночь с 7 на 8 апреля; предан военному суду, который вынес ему смертный приговор, приведенный в исполнение 30 ноября 1871 года. Приговорённый попросил не завязывать ему глаза и лично командовал своим расстрелом. Его последними словами были «Да здравствует Республика!». За несколько часов после его казни дверь его дома покрылась тысячами надписей.
Гастона Кремьё прославляли Виктор Гюго, Луиза Мишель и Жан Жорес.